# ان‌جی‌سی ۵۷۵۴
ان‌جی‌سی ۵۷۵۴ یک کهکشان است.